# RMS Empress of Australia (paquebot, 1919)
Pour les autres navires du même nom, voir Empress of Australia.
Le RMS Empress of Australia est un paquebot construit dans les années 1910 par les chantiers AG Vulcan de Stettin, en Allemagne (aujourd'hui Szczecin, en Pologne), pour la compagnie Hamburg America.   
Il est réaménagé pour la Canadian Pacific après la guerre et rebaptisé Empress of China puis Empress of Australia en 1921.  

## Historique

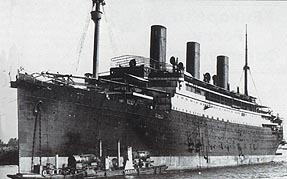
LAdmiral von Tirpitz à Stettin peu avant son lancement (vers 1913).

Destiné à la compagnie maritime Hamburg America Line qui voulait l'appeler SS Admiral von Tirpitz (en l'honneur d'Alfred von Tirpitz) ce paquebot transatlantique a été construit de 1912 à 1919 aux chantiers allemands AG Vulcan de Stettin (actuellement en Pologne), sous le numéro de coque 333. 
Pendant la Première Guerre mondiale, il est aménagé en yacht impérial pour Guillaume II qui souhaitait l'utiliser pour passer en revue les flottes des Alliés après leur probable reddition.  
Saisi au titre des dommages de guerre, il effectue son voyage inaugural de Hambourg à Kingston upon Hull, en Angleterre, où il sert brièvement de navire de transport de troupes pour la P&O. Réaménagé par la John Brown & Company de Clydebank pour son nouveau propriétaire, la Canadian Pacific Steamship Company, le paquebot est rebaptisé Empress of China (troisième du nom dans la compagnie) puis définitivement Empress of Australia en 1921.     
L'Empress of Australia navigue de Greenock vers Pacifique en 1922 par le canal de Panama. Le paquebot y restera pour 20 traversées avant que ses piètres performances ne décident ses propriétaires à le rénover. C'est aux chantiers de Govan Fairfield à Glasgow, à partir du 9 septembre 1926 qu'il est doté de turbines Parsons lui permettant d'aller à  20 nœuds (37 km/h). Il est aussi complètement et luxueusement réaménagé pour en faire un palace flottant. Le tout aura duré plusieurs mois et coûté plus d'un demi-million de livres. 
Auparavant, il avait été témoin du grand tremblement de terre de Yokohama de septembre 1923 dont il faillit être victime. Sur place, le paquebot avait été converti en un poste de commandement à partir duquel le consul britannique dirigeait les opérations de secours. Il échappa miraculeusement aux flammes de l'incendie qui ravageait la ville et aux bateaux à la dérive qui avaient rompu leurs amarres. Aidé du Empress of Canada, arrivé entre-temps pour sa rotation régulière, il participa à l'évacuation des victimes. 
Après son reconditionnement de 1926, l'Empress of Australia est affecté aux lignes transatlantiques. Son premier voyage de Southampton au Québec, emmène, le 25 juin 1927, le prince de Galles Édouard VIII et le prince George, duc de Kent, ainsi que le premier ministre Stanley Baldwin aux célébrations du Jubilé de diamant au Canada. Sur cet itinéraire, il est en service avec les Empress of Scotland et Empress of France. 
Cependant, en 1928, il entame une série de croisières qui le mèneront autour du monde. Habitué aux têtes couronnées, il est choisi en mai 1939 comme yacht royal pour le voyage de George VI et d'Elizabeth au Canada.   

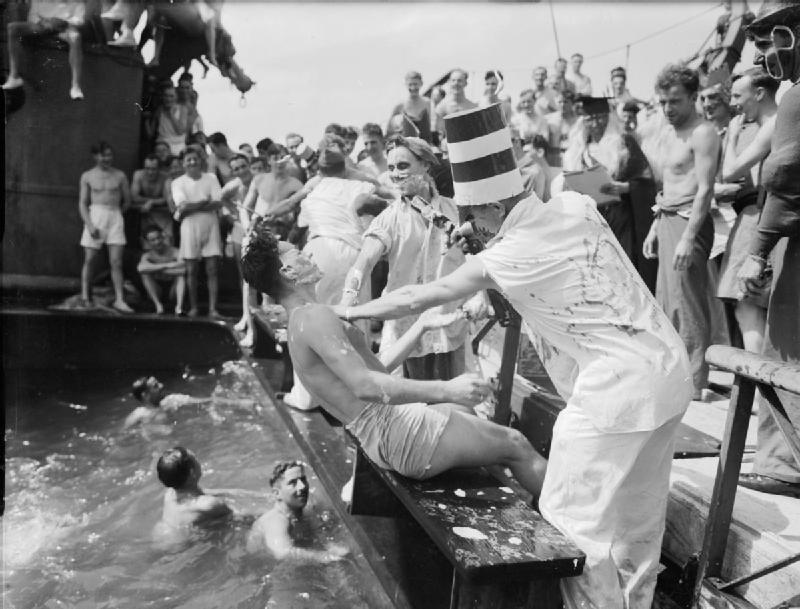
Cérémonie de passage de la ligne à bord lEmpress of Australia participant à un convoi de troupes africaines en août 1941. Les initiés sont jetés à l'eau par les « ours », après avoir été rasés par le barbier du roi Neptune.

Pendant la Seconde Guerre mondiale, il est converti en transport de troupes. Le navire est peint en gris, équipé d'un canon de 76 mm et modifié pour accueillir 5 000 personnes. Sa période de service sera plutôt calme pendant le conflit, à l'exception d'une collision avec le paquebot Ormonde de 14 982 tonnes de l'Orient Line lors de la campagne d'Afrique du Nord en janvier 1943. En 1941, il est annoncé à tort qu'il avait été torpillé au large des côtes africaines. Son dernier voyage en temps de guerre se déroule à Hong Kong et à Singapour en transportant d'anciens prisonniers de guerre britanniques. 

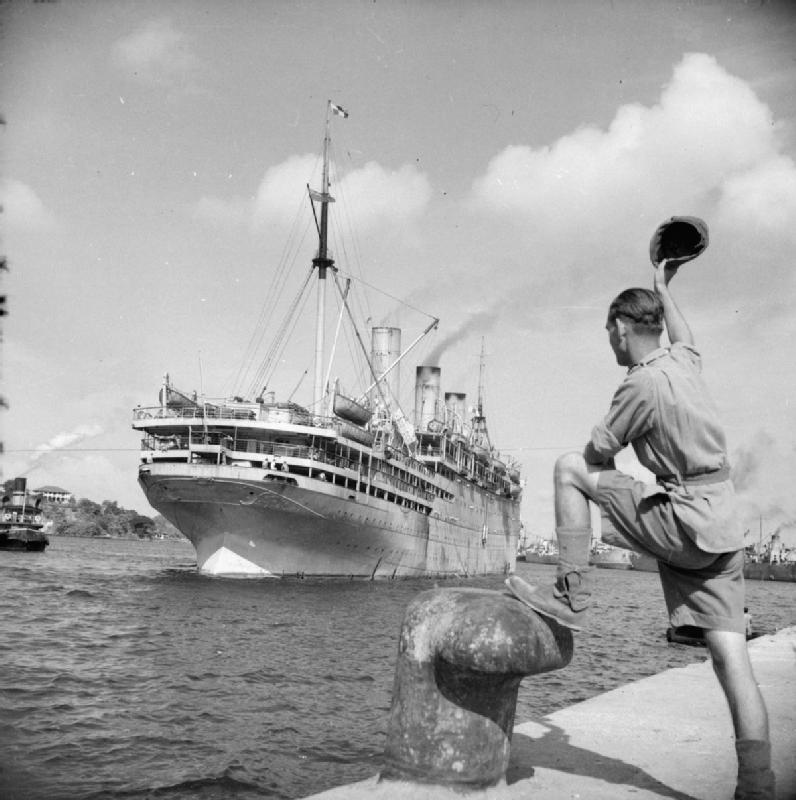
LEmpress of Australia appareille du quai n ° 2 de Singapour en ramenant au Royaume-Uni les militaires britanniques mobilisés pendant la guerre (1945).

En 1946, alors qu'il mouille au large de Liverpool, son ancre s'enchevêtre avec celle du cargo Debrett. Les deux navires sont entrés en collision et sept remorqueurs ont été déployés pour les séparer. En décembre de la même année, il est réaménagé afin d'offrir un confort accru aux troupes ; cependant, il ne sera pas repeint et restera dans les tons de gris de la guerre.  
En 1947, il transporte les derniers soldats britanniques de Bombay jusqu'au Royaume-Uni, juste après leur passage symbolique à la Porte de l’Inde après l’indépendance du pays. Cet acte final mettait fin à plus de deux siècles de domination impériale britannique en Inde. 
Il ne sera pas désarmé et continuera à servir, notamment en transportant du personnel militaire à Pusan pendant la guerre de Corée pendant les années 1950. Une subit une révision à Liverpool en 1951 et fera 70 voyages avant d'être vendu. 
L'Empress of Australia rejoint Inverkeithing où il est démantelé en mai 1952. On peut voir une part de ses emménagements dans l'accueil de la distillerie de Glenfarclas à Ballindalloch.